# Cikole (Lembang)
Cikole is een bestuurslaag in het regentschap Bandung Barat van de provincie West-Java, Indonesië. Cikole telt 13.047 inwoners (volkstelling 2010).